# Деннис, Роан
Ро́ан Де́ннис (англ. Rohan Dennis; род. 28 мая 1990) — австралийский шоссейный и трековый велогонщик. Пятикратный чемпион мира (дважды на треке и трижды на шоссе), серебряный призёр Олимпийских игр 2012 года на треке и бронзовый призёр Олимпийских игр 2020 года на шоссе. Завершил карьеру по окончании сезона 2023 года.

## Карьера
Родился 28 мая 1990 года. Стал участвовать в международных соревнованиях с 2006 года.
В 2008 году на чемпионате мира среди юниоров он стал чемпионом в командной гонке преследования и занял второе место в индивидуальной. На следующий год он вошёл в состав сборной на взрослый чемпионат мира и стал серебряным призёром со своей командой в гонке преследования, а ещё через год стал чемпионом в этой дисциплине и занял пятое место в индивидуальной гонке преследования.

## Достижения
2010
- 10-й на Чемпионат Австралии по шоссейному велоспорту — групповая гонка U23
- 1-й на Чемпионат Австралии — ITT U23
- 4-й на Тур Олимпии — Генеральная классификация
- 10-й на Гран-при Рингерике — Генеральная классификация
- 3-й на Тур Тюрингии — Генеральная классификация
- 5-й на Чемпионат мира по шоссейным велогонкам — ITT U23
- 6-й на Игры Содружества — ITT

2011
- 4-й на Чемпионат Австралии по шоссейному велоспорту — групповая гонка U23
- 7-й на Чемпионат Австралии по шоссейному велоспорту — ITT U23

2012
- 1-й  на Чемпионат Австралии по шоссейному велоспорту — групповая гонка U23
- 1-й  на Чемпионат Австралии по шоссейному велоспорту — ITT U23
- 5-й на Тур Даун Андер — Генеральная классификация
  - 1-й  — Горная классификация
  - 1-й  — Молодежная классификация
- 4-й на Тур Олимпии — Генеральная классификация
  - 1-й на этапе 5 (ITT)
- 2-й на Трофей Альчиде де Гаспери
- 1-й  на Тур Тюрингии — Генеральная классификация
  - 1-й на этапе 5 (ITT)
- 1-й на Мемориал Давиде Фарделли
- 1-й на Хроно Чампеноис
- 2-й на  Чемпионат мира по шоссейным велогонкам — ITT U23

2013
- 2-й на Чемпионат Австралии по шоссейному велоспорту — ITT
- 8-й на Критериум Дофине — Генеральная классификация
  - 1-й  — Молодежная классификация
- 1-й  на Тур Альберты — Генеральная классификация
  - 1-й  — Молодежная классификация
  - 1-й на этапе 3

2014
- 2-й на Круг Сарта — Генеральная классификация
  - 1-й  — Молодежная классификация
- 2-й на Тур Калифорнии — Генеральная классификация
  - 1-й на этапе 3
- 2-й на Игры Содружества — ITT
- 1-й  на Чемпионат мира по шоссейным велогонкам — TTT

2015
- 2-й на Чемпионат Австралии по шоссейному велоспорту — ITT
- 1-й  на Тур Даун Андер — Генеральная классификация
  - 1-й  — Молодежная классификация
  - 1-й на этапе 3
- Новый Часовой рекорд
- Тур де Франс
  - 1-й на этапе 1 (ITT) и 9 (TTT)
- 1-й  на Про Сайклинг Челлендж США — Генеральная классификация
  - 1-й  — Горная классификация
  - 1-й на этапах 4 и 5 (ITT)
- 1-й  на Чемпионат мира по шоссейным велогонкам — TTT

2016
- 1-й  на Чемпионат Австралии по шоссейному велоспорту — ITT
- 2-й на Тур Калифорнии — Генеральная классификация
  - 1-й на этапе 6 (ITT)
- 5-й на Олимпийские игры 2016 — ITT
- 2-й на Тур Британии — Генеральная классификация
  - 1-й на этапе 7 (ITT)
- Энеко Тур
  - 1-й на этапах 2 (ITT) и 5 (TTT)

2017
- 1-й  на Чемпионат Австралии по шоссейному велоспорту — ITT
- 1-й  — Тур Прованса
  - 1-й  Очковая классификация
- 1-й на этапе 1(ТТТ) — Вуэльта Испании
- 1-й на этапах 1(ITT) и 9(ITT) — Тур Швейцарии
- 1-й на этапе 2 — Тур Альп
- 1-й на этапе 2(ТТТ) — Вуэльта Каталонии
- Чемпионат мира
  - 2-й  — индивидуальная гонка
  - 8-й — командная гонка
- 2-й — Тиррено — Адриатико
  - 1-й на этапах 1(ТТТ) и 7(ITT)
- 6-й — Тур Даун Андер

2018
- Чемпионат мира
  - 1-й  — индивидуальная гонка
  - 3-й  — командная гонка
- 1-й  на Чемпионат Австралии по шоссейному велоспорту — ITT
- 1-й на этапах 1(ITT) и 16(ITT) — Вуэльта Испании
- 1-й на этапе 16(ITT) — Джиро д’Италия
- 1-й на этапах 1(ТTT) и 7(ITT) — Тиррено — Адриатико
- 7-й — Тур Романдии
- 9-й — Тур Абу Даби
  - 1-й на этапе 4(ITT)

2019
- 2-й  — Чемпионат Австралии по шоссейному велоспорту — ITT
- 5-й — Тур Даун Андер

## Статистика выступлений наГранд Турах
| Гонка          | 2013 | 2014 | 2015 | 2016 | 2017 | 2018 | 2019 |
| -------------- | ---- | ---- | ---- | ---- | ---- | ---- | ---- |
| Джиро д'Италия | —    | —    | —    | —    | НФ   | 16   |      |
| Тур де Франс   | НФ   | —    | 101  | НФ   | —    | —    |      |
| Вуэльта        | —    | 84   | —    | —    | НФ   | НФ   |      |

- Тур де Франс
  - Участие:3
    - 2013: сход перед этапом 9
    - 2015: 101; Победа на этапе 1(ITT) и 9(TTT);  Майка лидера в течение 1-го дня
    - 2015: сход перед этапом 17

- Джиро д'Италия
  - Участие:2
    - 2017: сход на этапе 4
    - 2018: 16; Победа на этапе 16(ITT)  Майка лидера в течение 4-х дней

- Вуэльта Испании
  - Участие:3
    - 2014: 84
    - 2017: сход перед этапом 16, Победа на этапе 1(ITT)  Майка лидера в течение 1-го дня
    - 2018: сход перед этапом 17, Победа на этапах 1(ITT) и 16(ITT)  Майка лидера в течение 1-го дня

## Личная жизнь
С 2018 года был женат на чемпионке мира по трековым велогонкам Мелиссе Хоскинс, у пары было двое детей. 
Мелисса погибла 31 декабря 2023 года около своего дома в Аделаиде в результате наезда автомобиля с кузовом ют, за рулём которого был Деннис. Роан был задержан по подозрению в причинении смерти в результате опасного вождения, а потом отпущен под залог, суд состоится 13 марта 2024 года.
На первом заседании суда прокуроры запросили пятимесячную отсрочку для завершения реконструкции происшествия. Следующее заседание суда состоится 6 августа 2024 г.. 
На заседании 6 августа Деннису было официально предъявлено обвинение в причинении смерти в результате опасного вождения и вождении без должной осторожности. Если вина Денниса будет доказана, ему грозит до 15 лет тюремного заключения. Адвокаты Денниса добились отсрочки на 12 недель для принятия решения по делу, в результате чего решение было перенесено на 30 октября. 
На заседании 30 октября адвокат попросил отложить рассмотрение дела на шесть недель, чтобы продолжить переговоры с прокурорами. Судья Джастин Викенс удовлетворил это ходатайство и обязал Денниса вновь явиться в суд 10 декабря. Покидая суд, Деннис не давал никаких комментариев.
9 декабря Деннис предстал перед магистратским судом Аделаиды, чтобы ответить на обвинения в опасном вождении, повлекшем смерть, и в вождении без должной осторожности при отягчающих обстоятельствах. Джейн Эбби К. С., представлявшая интересы Денниса, сообщила суду, что защита и обвинители договорились снять первоначальные обвинения, а вместо них будет выдвинуто обвинение в создании вероятности причинения вреда.
"Сегодня мы договорились, что будет сделано заявление о признании вины по новому пункту... первоначальные обвинения будут сняты", - сказала она судье Джастину Викенсу.
Эбби сказала, что новое обвинение было выдвинуто "на основании безрассудства".
"То есть у мистера Денниса не было намерения причинить вред своей жене, и это обвинение не вменяет ему никакой ответственности за ее смерть", - сказала Эбби.
Викенс рассказал суду, что Деннис вел машину, когда его жена находилась рядом с ней, зная, что это может причинить вред, или по неосторожности, безразлично относясь к тому, будет ли причинен вред.
Максимальное наказание за это - семь лет тюрьмы и лишение водительских прав на пять лет.
Деннис, признавший свою вину, был выпущен под залог и должен явиться в окружной суд для вынесения приговора 24 января.
На заседании 24 января 2025 года Денису официально зачитали обвинение, выдвинутое против него. Прокурор Стефани Мур сообщила суду, что к следующему заседанию суда будут подготовлены заявления от родственников Мелиссы Хоскинс о последствиях её смерти. Следующее заседание состоится 14 апреля .
14 апреля 2025 г. в окружном суде Южной Австралии были заслушаны показания отца Мелиссы Хоскинс Питера Хоскинса, сестры Джессики Локк и матери Аманды Хоскинс, также подробно изложены обстоятельства, приведшие к смерти М. Хоскинс. 
Адвокат Джейн Эбби сообщила суду, что 30 декабря 2023 г. между супругами произошёл «бытовой конфликт» из-за произведённого ранее ремонта на кухне. «Это был спор, по поводу того, что нужно было доделать шкафы, которые были установлены на новой кухне», — сказала она. Эбби сказала, что пара заранее договорилась, что в случае ссоры «мистер Деннис уйдёт», пока они не успокоятся, но «в тот день всё закончилось иначе». 
Ссора произошла около 19.45, когда Деннис начал мыть посуду после ужина, хотя спор начался еще раньше. «Мы спорили о ремонте, который сделали в нашем доме», - сказал Деннис. «Это было три года назад, и мы не очень довольны некоторыми вещами, а я все никак не мог забыть об этом». А потом, как только дети легли, поужинали, напряжение снова закипело, мы стали кричать друг на друга, и я сказал: «Я ухожу», то есть я просто уйду из дома». Физического насилия в ссоре не было. «Я подумал, что проще взять машину и... просто уехать», - сказал Деннис. «Десять, двадцать минут. И вернусь». 
Деннис ушёл, взял из гаража семейный «Фольксваген Амарок» и уехал. Но Хоскинс не хотела, чтобы он уезжал, она запрыгнула на капот машины, пока Деннис ехал по Мединди-Лейн, позади их дома, со скоростью около 20 км/ч. Когда Деннис въехал на Авенил Гарденс Роуд, Хоскинс слезла с капота и схватилась за дверь со стороны водителя. Деннис ускорялся, Мелисса споткнулась, и ее затянуло под машину. Услышав удар, Деннис остановил машину и вышел ей на помощь. 
По словам Денниса, после аварии его жена была еще жива и с трудом дышала. «Я перевернул ее на бок, потому что она, похоже, чем-то захлебнулась, и я подумал, что это могла быть кровь, так и оказалось», - сказал Деннис. «Я держал ее, чтобы попытаться остановить кровотечение. И просто разговаривал с ней все это время, пытаясь привести ее в сознание». Деннис рассказал, что Хоскинс не могла говорить и только кивала. «Она просто стонала, как бы хрюкала от боли, а я говорил: «Ты чувствуешь свои ноги, ты в порядке?» и просто убеждался, что она... как бы «просто кивает», понимаете», - сказал он. «И она кивала в знак согласия... и я подумал: «Ладно, она, наверное... я знал, что она ударилась головой, но она, когда я потянул ее, могла сломать несколько ребер или что-то в этом роде, и... я надеялся, что это самое худшее». 
Записи камер видеонаблюдения зафиксировали, что Хоскинс находилась на капоте автомобиля около шести секунд. Время между тем, как Хоскинс покинула автомобиль, а Деннис закрыл дверь со стороны водителя и ускорился от нее, составило три секунды, а время между тем, как Деннис закрыл дверь и Хоскинс упала под колеса, составило около двух секунд. Деннис признал себя виновным в неосторожном вождении перед смертью и в действиях, которые могли причинить вред.
Мать Хоскинс Аманда сказала, что считает произошедшее «трагической случайностью». «Я знаю, что ты никогда бы не стал намеренно причинять ей боль», - сказала она.
Адвокат Джейн Эбби заявила, что ее клиент не знал, что Мелисса была «рядом с машиной или на ней». Она добавила, что Деннис был «влюблен» в Хоскинс на момент ее смерти. «Он любил ее как лучшего друга, как партнера и как мать своих детей», - сказала она. Она попросила, чтобы ее клиент был приговорена к условному сроку, что не вызвало возражений со стороны обвинения.
Судья Ян Пресс вынесет приговор Деннису 14 мая. Максимальное наказание за это преступление - семь лет тюрьмы.
14 мая судья окружного суда Южной Австралии в Аделаиде Ян Пресс приговорил Денниса к 17 месяцам тюремного заключения. Приговор был отсрочен на два года при условии хорошего поведения, то есть Деннис не будет отбывать тюремный срок, если не нарушит условия отсрочки. Деннису также запретили водить машину в течение пяти лет.
В своём вступительном слове судья Ян Пресс сказал, что Деннис пренебрегал безопасностью своей жены. Но он отметил сотрудничество Денниса с полицией, а также его признание вины, раскаяние и то, что он взял на себя ответственность за двух их общих детей, в качестве причин для условного срока.
В своем выступлении при вынесении приговора Ян Пресс сказал: Деннис и Хоскинс поссорились, после этого Деннис покинул их дом и сел в свою машину. Хоскинс запрыгнула на капот машины и легла на него в попытке помешать Деннису уехать, и Деннис проехал около 75 метров на медленной скорости с ней на капоте. Затем Хоскинс слезла с капота, подошла к машине и открыла дверь, пока машина ещё двигалась. Деннис закрыл дверь и прибавил скорость, пытаясь уехать.
По словам судьи, два факта — ускорение, когда Хоскинс находилась рядом с автомобилем, и вождение, когда она была на капоте — легли в основу обвинения против Денниса. Хотя Хоскинс не пострадала в результате этих действий, они «создали риск причинения ей вреда, и вы знали об этом, но всё равно продолжали ехать», — сказал он. Деннис не знал, что Хоскинс всё ещё держалась за машину, когда он тронулся с места. Именно в этот момент она упала и погибла. Это не было частью обвинения против Денниса, подчеркнул судья. «Нет никаких оснований полагать, что вы знали или хотя бы предполагали, что ваша жена всё ещё бежала рядом с машиной, пока вы продолжали ехать по улице всего секунду или две», — сказал он.
За пределами суда родители Хоскинс, Аманда и Питер Хоскинс, заявили, что, по их мнению, тюремное заключение Денниса оказало бы пагубное влияние на его двоих детей. «Их здоровье и благополучие важнее, чем тюремное заключение», — сказал г-н Хоскинс.